# ISO 3166-2:JP
Kódy ISO 3166-2 pro Japonsko identifikují 47 prefektur (stav v roce 2015). První část (JP) je mezinárodní kód pro Japonsko, druhá část sestává ze dvou čísel identifikujících prefekturu.

## Seznam kódů

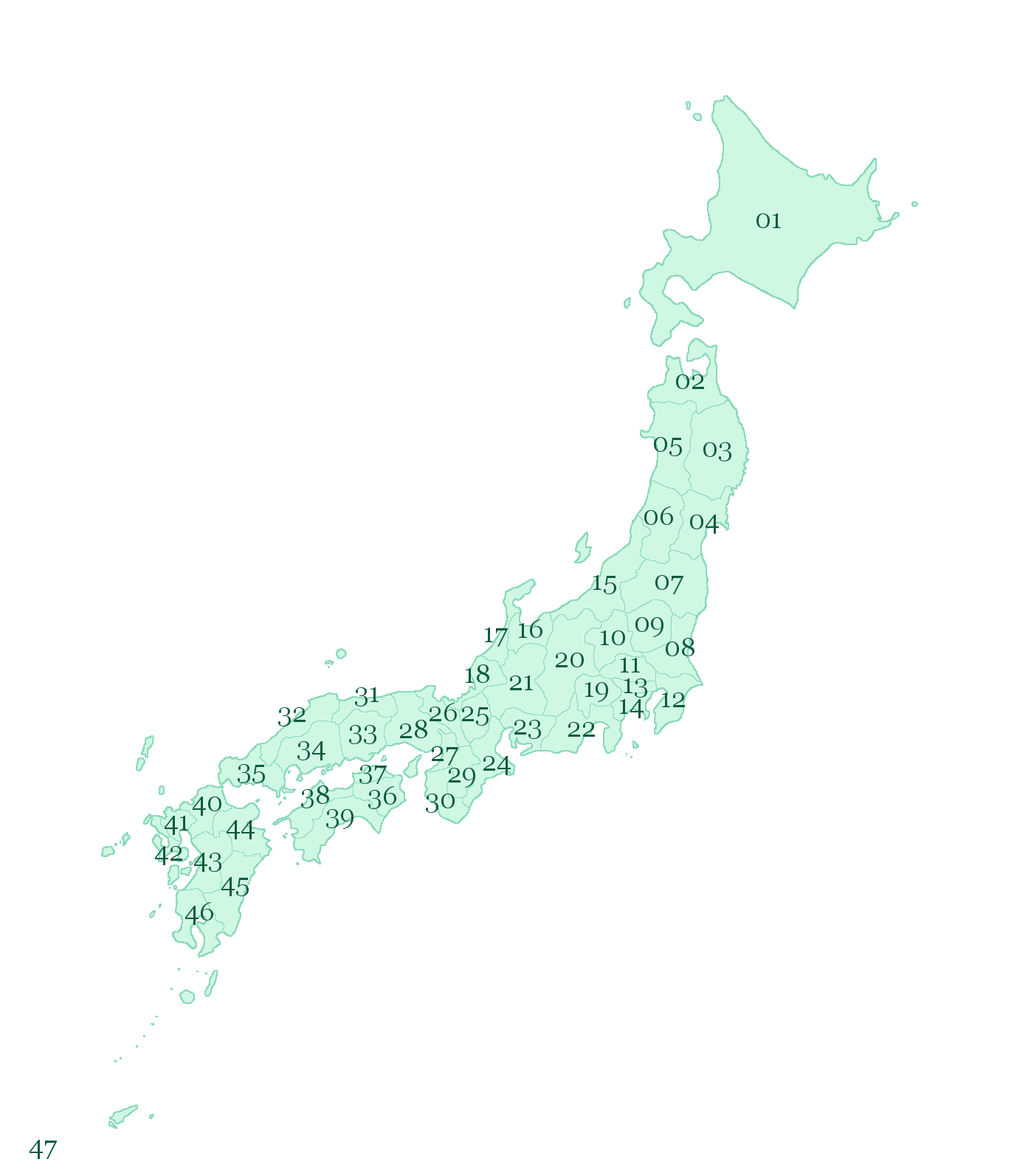
Počet po JP

- JP-01  Hokkaido (Sapporo)
- JP-02  Aomori (Aomori)
- JP-03  Iwate (Morioka)
- JP-04  Mijagi (Sendai)
- JP-05  Akita (Akita)
- JP-06  Jamagata (Jamagata)
- JP-07  Fukušima (Fukušima)
- JP-08  Ibaraki (Mito)
- JP-09  Točigi (Ucunomija)
- JP-10  Gunma (Maebaši)
- JP-11  Saitama (Saitama)
- JP-12  Čiba (Čiba)
- JP-13  Tokio (Tokio)
- JP-14  Kanagawa (Jokohama)
- JP-15  Niigata (Niigata)
- JP-16  Tojama (Tojama)
- JP-17  Išikawa (Kanazawa)
- JP-18  Fukui (Fukui)
- JP-19  Jamanaši (Kófu)
- JP-20  Nagano (Nagano)
- JP-21  Gifu (Gifu)
- JP-22  Šizuoka (Šizuoka)
- JP-23  Aiči (Nagoja)
- JP-24  Mie (Cu)
- JP-25  Šiga (Ócu)
- JP-26  Kjóto (Kjóto)
- JP-27  Ósaka (Ósaka)
- JP-28  Hjógo (Kóbe)
- JP-29  Nara (Nara)
- JP-30  Wakajama (Wakajama)
- JP-31  Tottori (Tottori)
- JP-32  Šimane (Macue)
- JP-33  Okajama (Okajama)
- JP-34  Hirošima (Hirošima)
- JP-35  Jamaguči (Jamaguči)
- JP-36  Tokušima (Tokušima)
- JP-37  Kagawa (Takamacu)
- JP-38  Ehime (Macujama)
- JP-39  Kóči (Kóči)
- JP-40  Fukuoka (Fukuoka)
- JP-41  Saga (Saga)
- JP-42  Nagasaki (Nagasaki)
- JP-43  Kumamoto (Kumamoto)
- JP-44  Óita (Óita)
- JP-45  Mijazaki (Mijazaki)
- JP-46  Kagošima (Kagošima)
- JP-47  Okinawa (Naha)